# Aspidonepsis shebae
Aspidonepsis shebae är en oleanderväxtart som beskrevs av A. Nicholas och D.J. Goyder. Aspidonepsis shebae ingår i släktet Aspidonepsis och familjen oleanderväxter. Inga underarter finns listade i Catalogue of Life.